# Macaranga capensis
Macaranga capensis är en törelväxtart som först beskrevs av Henri Ernest Baillon, och fick sitt nu gällande namn av Sim. Macaranga capensis ingår i släktet Macaranga och familjen törelväxter. Inga underarter finns listade i Catalogue of Life.

## Bildgalleri

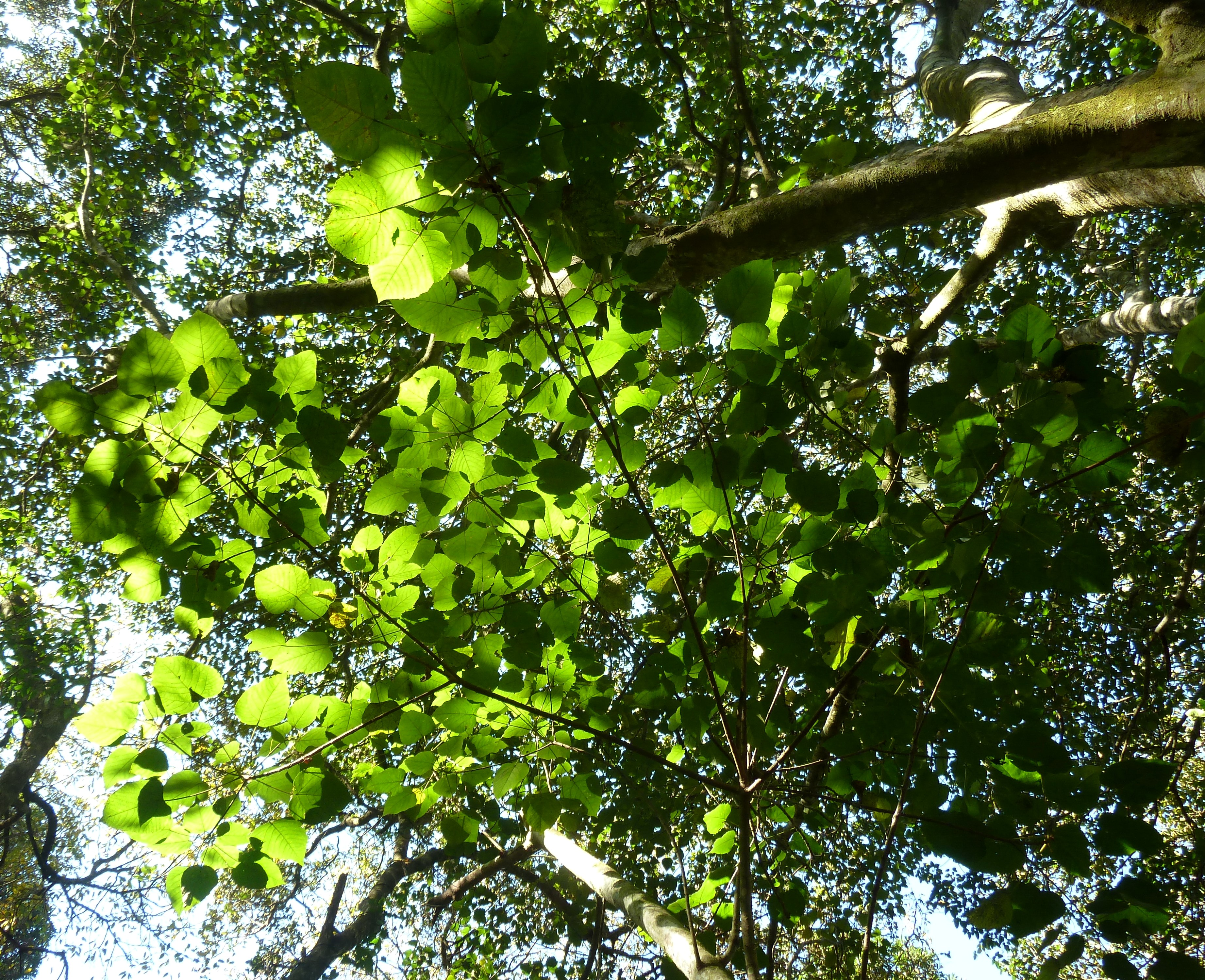
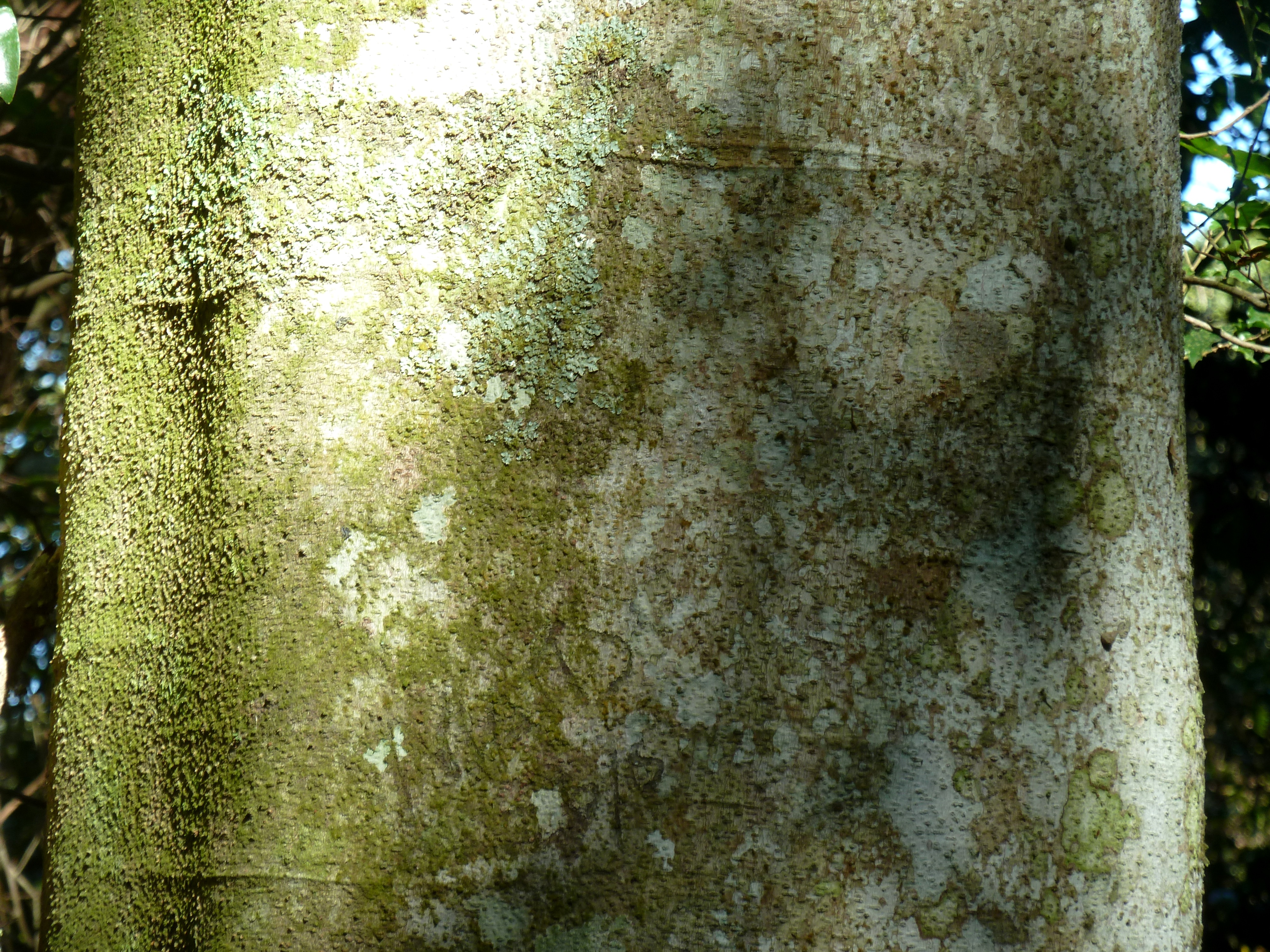
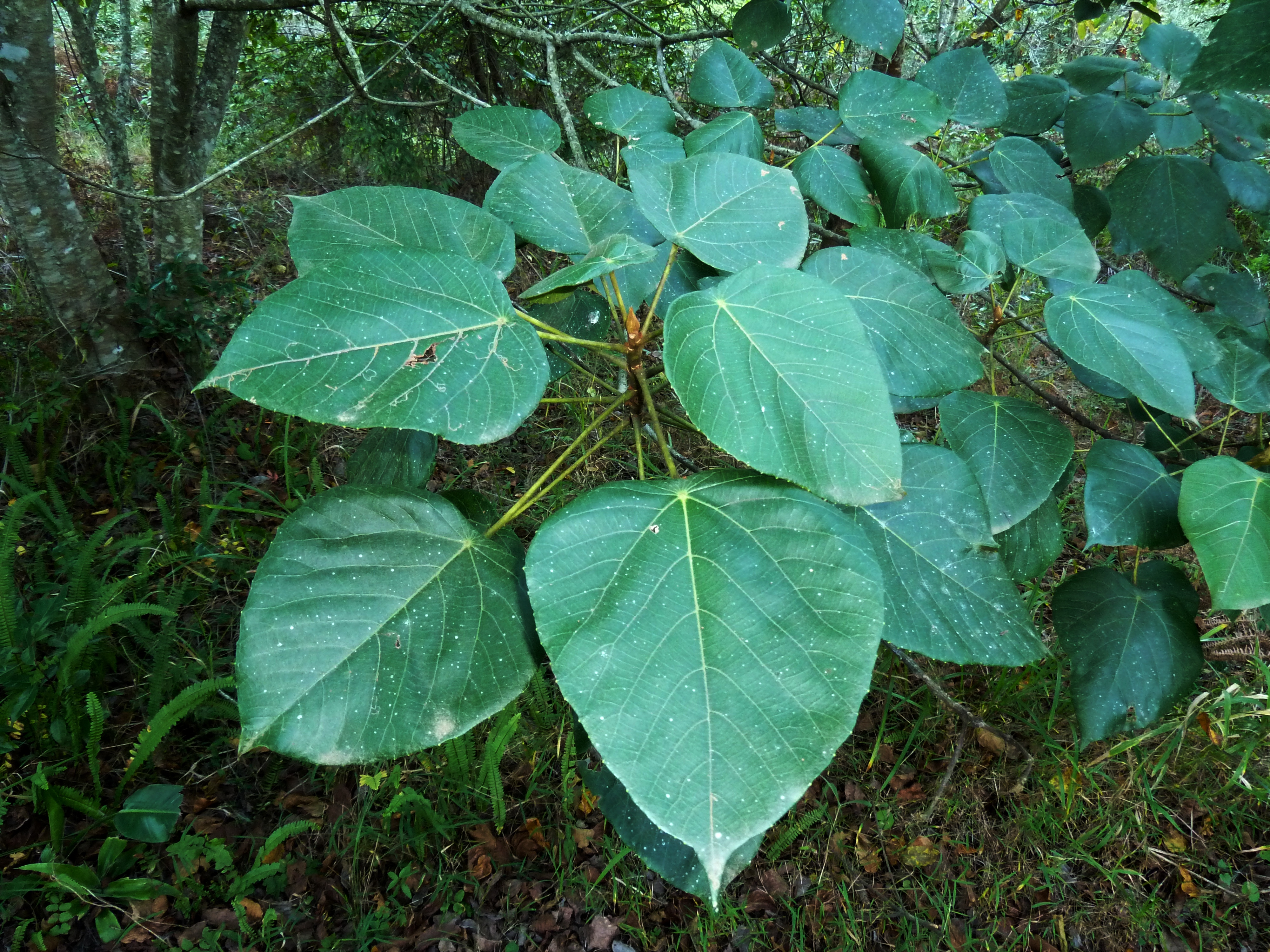